# Église Saint-Martin de Dunières
Pour les articles homonymes, voir Église Saint-Martin.
L'église Saint-Martin est une église catholique située à Dunières, en France.

## Localisation
L'église est située dans le département français de la Haute-Loire, sur la commune de Dunières.

## Historique
L'édifice est classé au titre des monuments historiques en 1907.